# Желваков, Иван Михайлович
Ива́н Миха́йлович Желвако́в (3 марта 1918, д. Мусиха, Вятская губерния — 4 февраля 1952, Таллин) — капитан-лейтенант Военно-морского флота СССР, участник Великой Отечественной войны, Герой Советского Союза (1944).

## Биография
Родился 3 марта 1918 года в деревне Мусиха.
Учился в Свердловском горно-металлургическом техникуме. В 1936 году Желваков был призван на службу в Военно-морской флот СССР. Окончил военно-морское училище береговой обороны. С августа 1942 года — на фронтах Великой Отечественной войны, командовал звеном 2-го дивизиона торпедных катеров бригады торпедных катеров Северного флота.
Звено Желвакова принимало активное участие в обеспечении проводки арктических конвоев союзников, патрулировании, тралении, торпедных атаках немецких кораблей. К августу 1944 года Желваков лично потопил вражеские миноносец, сторожевой корабль и транспорт, а также в составе группы потопил два сторожевых корабля, транспорт и танкер противника.
Указом Президиума Верховного Совета СССР от 5 ноября 1944 года за «успешное командование звеном торпедных катеров и проявленное мужество и героизм в боях с немецкими захватчиками» старший лейтенант Иван Желваков был удостоен высокого звания Героя Советского Союза с вручением ордена Ленина и медали «Золотая Звезда» за номером 5064.
После окончания войны Желваков продолжил службу в Военно-морском флоте СССР, командовал отрядом дивизиона сторожевых катеров охраны водного района Балтийского флота. 4 февраля 1952 года застрелился. Перезахоронен на городском кладбище города Сасово Рязанской области.
Был также награждён двумя орденами Красного Знамени (13.4.1944, 27.5.1944), орденом Красной Звезды (1.5.1945), рядом медалей, в том числе «За оборону Советского Заполярья».

## Память
- Имя Героя увековечено на мемориальной доске в честь Героев Советского Союза — уроженцев Кировской области в парке Дворца пионеров города Кирова

- Имя Героя высечено золотыми буквами в зале Славы Центрального музея Великой Отечественной войны в Парке Победы города Москвы.

- На могиле героя установлен надгробный памятник.

## Комментарии
1. ↑  Деревня Мусиха (Мусихи, Дворищи), относившаяся к Быковской волости Глазовского уезда, с 1921 — к Унинской волости Нолинского уезда, в последующем входила в состав Бабкинского сельсовета Унинского района Кировской области; упразднена в 1975 году, ныне — территория Сосновского сельского поселения[2].